# Szomory Oszkár
Szomory Oszkár (Arad, 1890. április 22. – Arad, 1979. október 16.) aradi magyar újságíró.

## Életútja, munkássága
Szülővárosában a Felső Kereskedelmi Iskolában érettségizett 1908-ban. Egy év múlva a Függetlenség, majd 1940-ig az Aradi Közlöny, Aradi Hírlap, Friss Újság, Aradi Újság munkatársa, az utóbbi kettőnek szerkesztője, közigazgatási és törvényszéki riportere, majd felelős szerkesztője. 1925–40 között rendszeresen küldött színes írásokat az Ellenzéknek. Riportjainak, jegyzeteinek visszatérő témája a munkásság nehéz gazdasági-társadalmi helyzete, a Siguranţa pincéiben folyó kegyetlenkedések. Ezekért az írásokért került a kommunistagyanúsak listájára, s küldték a vapnyarkai táborba, ahonnan 1944 januárjában szabadult. 1945-től nyugdíjazásáig (1952) az aradi Jövő belső munkatársa. Haláláig levelezett Krenner Miklóssal; Szántó György és Zima Tibor szintén a baráti köréhez tartozott.